# Литтл, Фрэнк
Фрэнк Литтл (англ. Frank Little; 1879, Территория Оклахома, Оклахома — 1 августа 1917, Бьютт, Монтана) — американский профсоюзный деятель, член Индустриальных рабочих мира с 1906 года, с 1916 года состоял в Генеральном совете этой организации. Был убит в городе Бьютт штата Монтана за ведение антивоенной пропаганды.

## Биография
Фрэнк Литтл родился в 1879 году. О ранней жизни Литтла сохранилось мало сведений, но сам Фрэнк утверждал, что в нем текла индейская кровь и что его матерью была индианка из племени чероки.
Отец Фрэнка был квакером.
До 1906 года, то есть до вступления в ИРМ, Литтл проживал в калифорнийском городе Фресно, где состоял в шахтерской профсоюзной организации Западная Федерация Шахтеров. Был организатором забастовки шахтеров.
В городе Спокан штата Вашингтон арестовывался за чтение Декларации независимости на улице и был приговорен к 30-дневному заключению в тюрьму.
В 1910 году Литтл организовал успешную забастовку сборщиков фруктов в долине Сан-Хоакин штата Калифорния.
В августе 1913 года во время участия в забастовке докеров в городе Дулут штата Миннесота Фрэнк Литтл был похищен неизвестными и избит.
В 1916 году Литтл стал членом Генерального совета Индустриальных рабочих мира. После вступления США в Первую Мировую войну начал вести антивоенную пропаганду. Рабочих, записывающихся в армию, Литтл во время публичной речи в городе Бьютт штата Монтана назвал «штрейхбейкерами».
В июле 1917 года Литтл был одним из организатором забастовки шахтеров на медных рудниках компании Anaconda около города Бьютт. На собраниях шахтеров Фрэнк произносил речи, где критиковал вступление США в мировую войну.
Газеты демонизировали участников забастовки и всячески натравливали на них общественное мнение, но Литтл привлекал к участию в забастовке все новых и новых людей.
1 августа в отель, где проживал Литтл, вошли шестеро мужчин в масках. Они жестоко избили Фрэнка, связали его и на машине отвезли за город, где повесили на железнодорожной эстакаде. Поскольку убийц Фрэнка Литтла так и не поймали, то существует версия, что он был убит либо агентами детективного агентства Пинкертона, либо полицейскими города Бьютт.
Фрэнк Литтл был похоронен на кладбище Маунтин-Вью города Бьютт. На его похороны пришли более 10 тысяч рабочих.

## Факты
- По словам жены американского писателя Дэшила Хэммета, Лилианы Хеллман, убийство Фрэнка Литтла было одной из причин того, что Хэммет, работавший в 1917 году детективом агентства Пинкертона в Льютте и потрясенный гибелью профсоюзного деятеля, в будущем стал приверженцем левых идей[4].

## Примечание
1. ↑  Find a Grave (англ.) — 1996.
2. 1 2 3 4  Frank Little (unionist) // SNAC (англ.) — 2010.
3. ↑  Dennis Lim, «A Second Look: 'An Injury to One'» Архивная копия от 30 июня 2016 на Wayback Machine, Los Angeles Times
4. 1 2  Frank Little. Дата обращения: 5 сентября 2015. Архивировано 25 сентября 2015 года.
5. ↑  Richard Steven Street, Beasts of the Field: A Narrative History of California Farmworkers, 1769—1913, p. 860.
6. ↑  Richard Hudelson, Carl Ross, By The Ore Docks: A Working People’s History Of Duluth, pp. 60-62
7. 1 2  «I.W.W. Strike Chief Lynched At Butte.» The New York Times. August 2, 1917. Дата обращения: 5 сентября 2015. Архивировано 31 декабря 2013 года.
8. ↑  «Frank Little: A Murder in Butte», United Food and Commercial Workers. Дата обращения: 1 января 2015. Архивировано из оригинала 1 января 2015 года.